# Paulo Wanderley Teixeira
Paulo Wanderley Teixeira (Caicó, 29 de setembro de 1950) é um dirigente, técnico brasileiro. Professor de Educação Física, Judoca 8o. Grau, Teixeira presidiu a Confederação Brasileira de Judô (CBJ). Atualmente, preside o Comitê Olímpico Brasileiro.

## Biografia
Desde cedo, Teixeira dedicou-se ao esporte, principalmente o judô. Nascido em Caicó mudou-se para Vitória, onde começou a praticar a modalidade e criou o Centro Capixaba de Judô (CECAJ). Em 1972, graduou-se em educação física na Universidade Federal do Espírito Santo, e em 1979 passou a ser técnico da seleção brasileira da modalidade. Em 1992, nos Jogos Olímpicos de Barcelona, esteve ao lado do tatame orientando Rogério Sampaio no ouro olímpico. Também esteve como treinador nos Jogos Pan-Americanos de 1991 e nos Mundiais de 1991 e 1993. De treinador, Paulo virou dirigente do judô no qual começou como presidente da Federação Espírito-santense de Judô. 

### Presidência da CBJ
Paulo assumiu em 2001 a Confederação Brasileira de Judô após 30 anos comandado pela família Mamede com o objetivo de mudança. Sob sua gestão a Confederação teve mudanças significativas e o Brasil teve seu primeiro ouro em mundiais da categoria e também, o primeiro ouro feminino em olimpíadas, além de grandes eventos da modalidade serem realizados no país. Com isso, o Brasil se tornou uma das potências da modalidade e a popularização do esporte abrangeu diversas regiões. Teixeira ficou até março de 2017, após 16 anos. Seu sucessor na CBJ é o Professor Silvio Acácio. Teixeira também foi presidente da Confederação Pan-Americana de Judô e vice-presidente da Federação Internacional de Judô, cargos que ocupou até 2015.

### Presidência do COB
Em 5 de outubro de 2016, Teixeira foi eleito como vice-presidente para a chapa única com Carlos Artur Nuzman que foi reeleito pela sexta vez no certame.
Em 6 de outubro de 2017 o Comité Olímpico Internacional (COI) suspendeu Carlos Arthur Nuzman provisoriamente de todos os direitos, prerrogativas e funções decorrentes do seu cargo como membro honorário do COI, além de retirá-lo da comissão de coordenação dos Jogos Olímpicos de Tóquio 2020, após Nuzman ser alvo da Operação Unfair Play suspeito de compra de votos para sede da olimpíadas no Rio de Janeiro. Em 11 de outubro de 2017,após 22 anos no poder Nuzman apresentou via seu advogado Sergio Mazzello a renuncia do cargo de presidente do COB e Teixeira acaba assumindo em definitivo a presidência do COB.